# Marquinhos (football, 1999)
Pour les articles homonymes, voir Marquinhos (homonymie).
José Marcos Costa Martins, né le 23 octobre 1999 à Cajari, communément appelé Marquinhos, est un footballeur brésilien qui évolue au poste d'avant-centre au Spartak Moscou.

## Biographie
Né à Cajari, José Marcos est ensuite parti à São Luís avec sa famille et a grandi dans le quartier de Anjo da Guarda. À l'âge de 12 ans, il quitte l'état de Maranhão pour jouer au football rejoignant par la suite les équipes de jeunes de l'Atlético Mineiro.
Marquinhos fait ses débuts professionnels avec l'Atletico le 26 juin 2017 contre Chapecoense, à 17 ans.
Le 7 novembre 2019, il inscrit son premier but dans le championnat du Brésil, face au Goiás Esporte Clube (victoire 2-0).